# Anachis terpsichore
Anachis terpsichore là một loài ốc biển, là động vật thân mềm chân bụng sống ở biển trong họ Columbellidae.

## Miêu tả
Loài này có kích thước giữa 10 mm và 20 mm

## Phân bố
This species được tìm thấy ở Biển Đỏ và dọc theo Ấn Độ và Sri Lanka.